# Cuisine mauricienne
La cuisine mauricienne fait référence à divers styles gastronomiques dérivés de la tradition française, indienne, chinoise et africaine, appelée principalement « cuisine créole ».

## Gastronomie mauricienne

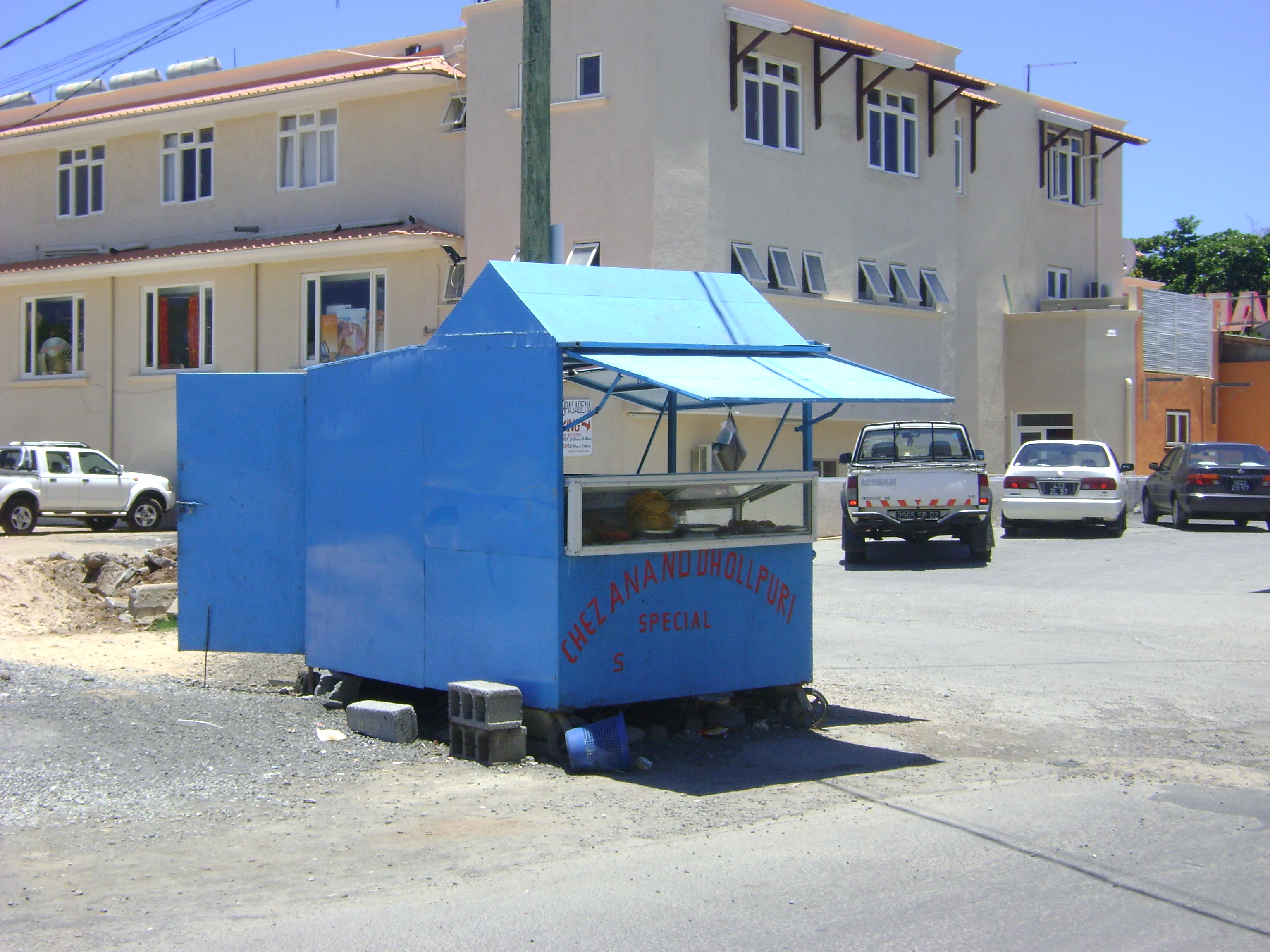
Vendeur de dholl puri.

L'île a su tirer parti de cuisines aussi « goûteuses » que celles venues de l'Inde, de Chine et d'Europe, sans oublier sa composante créole, d'origine africaine. La cuisine mauricienne est souvent épicée et savoureuse.
Parmi les plats nationaux figurent :
- le briani, sorte de riz mélangé à du poulet, des légumes et des épices,
- les mines ou chow mein, pâtes fines au légumes et au poulet ou à la viande,
- le vindaye,
- le dhall puri, dit également ‘’faratha’’ ou ‘’roti’’, qui est une forme de galette faite à partir de farine, d’eau, d’huile et de sel, cuite sur un ‘’tawa’’,
- le rougail,
- la daube,
- et les incontournables curries, appelés carry ou cari à l'île Maurice,
- etc.

À base de riz, bien que le pain et les pâtes soient très appréciées, les repas sont souvent accompagnés de piments confits, d'achards (légumes marinés), de mazavarou (pâte de piment) ou de chutneys, appelés chatignis par les habitants de l'île.
Les amuse-gueules, appelés gadjak, ne sont pas en reste. Vendus à chaque coin de rue, ils se déclinent sous de nombreuses formes : gâteaux piments, samoussas, badjas, chanapouris...

## Ingrédients

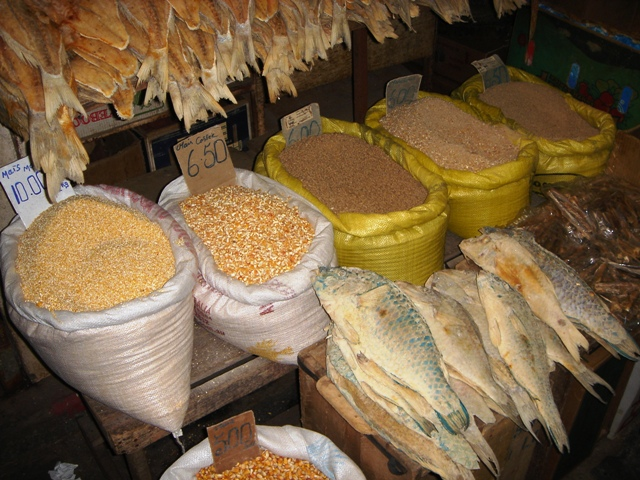
Étals d'épices et de poissons au marché de Port-Louis.

### Légumes
- pomme de terre
- haricot vert
- carotte
- lentilles
- aubergine (appelée brenzel)
- courgette
- Calebasse
- maïs
- oignon
- arouille
- chouchou
- lalo
- margoze
- pipangaye (ou pipangaille)
- Brède (sonz, etc)
- Giraumon
- Voêmes

### Fruits courants
- Agrumes (oranges, pamplemousse, lime, Combava)
- tomate (appelée pomme d'amour)
- Litchi (appelé letchi)
- Longane
- Ananas
- Banane (zinzli, etc)
- Mangue
- Papaye
- Pastèque
- Pitaya
- Atte
- Fruit de la passion
- Noix de coco
- Goyave de Chine
- Goyave
- jack mûr

### Viandes
- poulet
- dinde
- porc
- mouton, agneau
- poisson
- viande de bœuf
- cerf
- canard

### Poissons et fruits de mer
- Poisson-licorne
- poisson capitaine
- poisson cateau
- poisson madame tombée
- poisson mulet
- sardine
- thon
- crevettes (pour la plupart importées)
- langoustes
- camarons
- ourites
- marlins
- bécunes
- calmars (appelés mourgat)
- Crabes

### Fines herbes et assaisonnements
- Anis vert
- Cannelle
- Cardamome
- Ciboulette
- Clou de girofle
- Cumin
- Curcuma
- Feuille de caripoulé
- Fenugrec
- Garam masala
- Gingembre
- Glutamate
- Graine de coriandre
- Coriandre
- Graine de moutarde noire
- Piment
- Safran
- Tamarin
- Feuille de gros-thym, appelé aussi gros baume ou lipérou

## Recettes

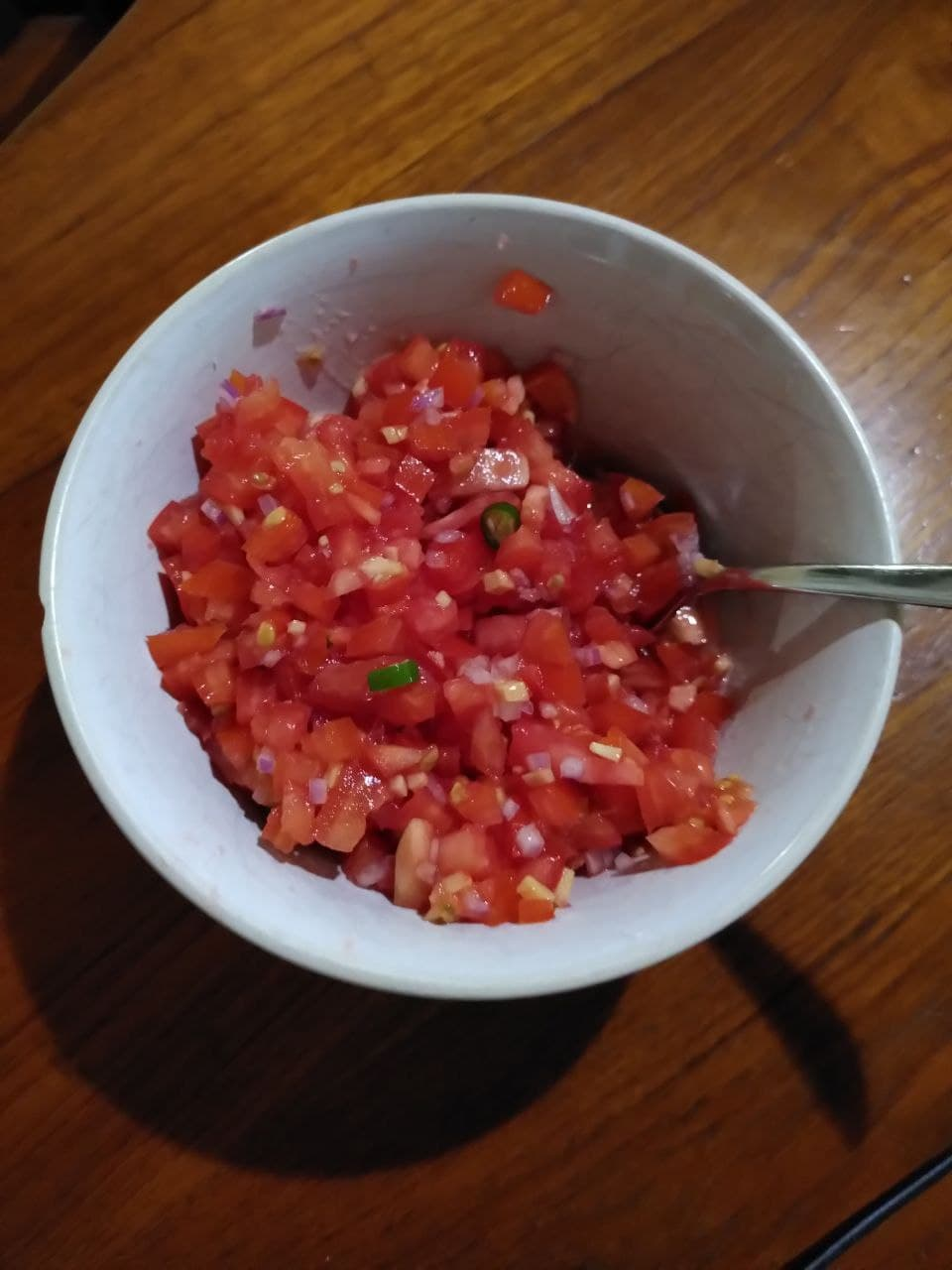
Chatini pommes d'amour

- le cari ou curry, au poulet, cabri ou poisson accompagné de lentilles, de brédes et de chatini pomme d'amour.
- le briani
- le bol renversé
- le gratin de chouchou
- le riz frit ou le mine frit
- les rougails
- les daubes de viandes ou de poissons
- langoustes, camarons, ourites, marlin ou bécune
- viande de cerf
- viande rouge local
- dholl puri
- Fricassée de chouchou
- roti
- faratas
- samoussas
- gâteaux piments
- soupes chinoises
- gâteau patate coco
- gâteau arouille (gato aroui en créole)
- bonbon kalou
- vindaye
- satini cotomili (chutney de coriandre)

## Desserts
- Pudine Mai
- kolkote
- gato coco
- napolitaine